# Peugeot

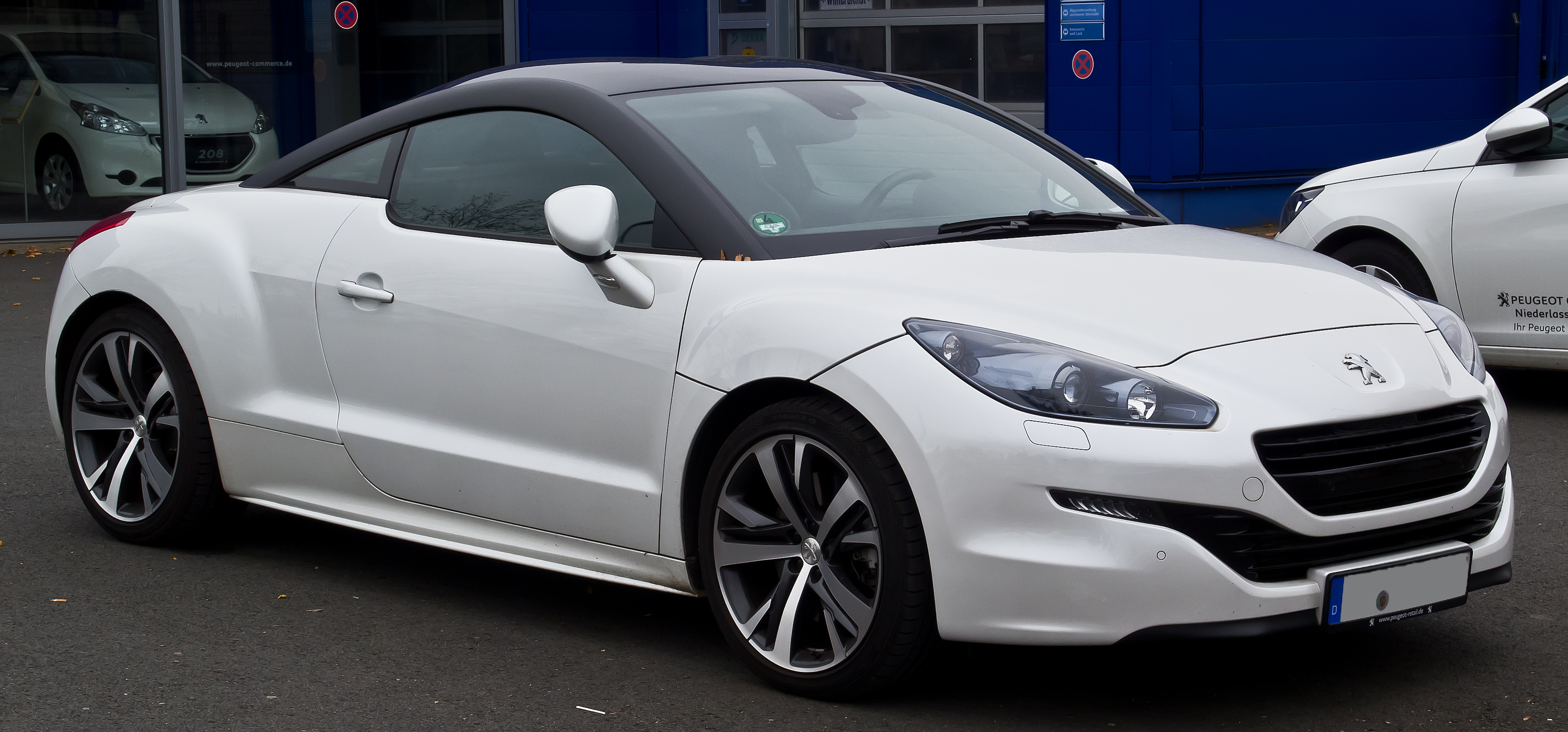
Peugeot RCZ đã 5 năm liên tiếp thắng giải "xe thể thao của năm" của tạp chí Diesel Car và giải của Top Gear, xe Coupé của năm 2010

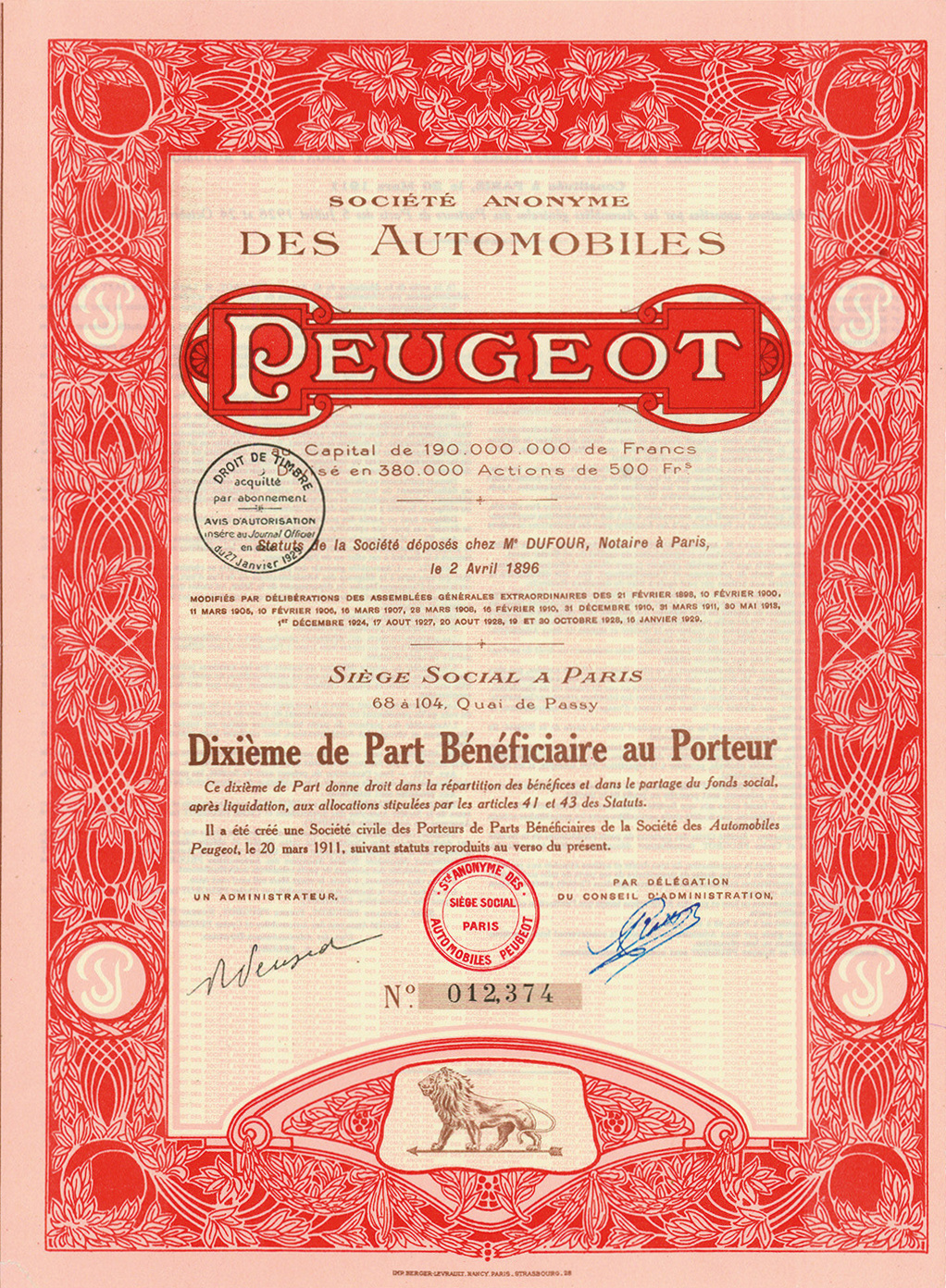
Giấy tờ của một xe Peugeot cũ

Peugeot (tiếng Pháp: [pøʒo], phiên âm: "Pơ-giô") là một công ty sản xuất ô tô của Pháp, công ty con của Groupe PSA.
Doanh nghiệp gia đình tiền thân của công ty Peugeot hiện tại được thành lập năm 1810, và sản xuất máy xay cà phê và xe đạp. Vào ngày 20 tháng 11 năm 1858, Émile Peugeot nộp đơn xin đăng ký thương hiệu sư tử. Armand Peugeot đã chế tạo chiếc xe đầu tiên của công ty, một chiếc xe ba bánh chạy bằng hơi nước chưa đạt chuẩn an toàn, hợp tác với Léon Serpollet vào năm 1889; sau đó vào năm 1890 một chiếc xe với động cơ đốt trong được hai người phối hợp chế tạo với động cơ Panhard-Daimler. Do sự bất hòa với gia đình, Armand Peugeot thành lập Société des Automobiles Peugeot, vào năm 1896.
Công ty và gia đình Peugeot xuất phát từ vùng Sochaux, Pháp. Peugeot giữ lại một nhà máy sản xuất lớn và bảo tàng Peugeot ở đó. Vào tháng 2 năm 2014, các cổ đông đã thống nhất một kế hoạch tái cấp vốn, trong đó Dongfeng Motors và chính phủ Pháp mỗi bên mua 14% cổ phần của công ty.
Peugeot đã nhận được nhiều giải thưởng quốc tế cho các loại xe của mình, bao gồm 5 giải thưởng xe hơi của năm tại châu Âu. Trong năm 2013 và 2014, Peugeot xếp thứ hai thấp nhất cho việc thải khí CO2 trong số các thương hiệu tổng hợp ở châu Âu, với công ty sản xuất xe Renault được xếp đầu với 114.9g CO2/km. Peugeot được biết đến như một thương hiệu rất đáng tin cậy, với bằng chứng là các xe Peugeot sản xuất từ thập niên 1950 và 1960 vẫn đang chạy ở châu Phi và Cuba trong những năm 2010, nơi mà Peugeot được gọi là "sư tử".
Peugeot đã thành công trong môn thể thao đua ô tô trong hơn một thế kỷ. Peugeot Sport đã giành chức vô địch World Rally Championship năm lần (1985, 1986, 2000, 2001, 2002), Dakar Rally bảy lần (1987, 1988, 1989, 1990, 2016, 2017, 2018), 24 Hours of Le Mans ba lần (1992, 1993, 2009), Giải vô địch thế giới hai lần (1992, 1993), Giải vô địch liên lục địa hai lần (2010, 2011) vượt qua Toyota và Audi và Giải vô địch đua xe liên lục địa ba lần. Trong năm vừa qua, Peugeot Sport đã vượt qua kỷ lục được thiết lập khi tham gia Pikes Peak với xe Peugeot 208 T16 do Sébastien Loeb điều khiển.

## Lịch sử

### Ban đầu
Gia đình Peugeot tại Valentigney, Montbéliard, Franche-Comté, Pháp, bắt đầu việc kinh doanh sản xuất trong thế kỷ 19. Năm 1842, họ sản xuất thêm cà phê, hạt tiêu và máy xay muối. Sự xâm nhập của công ty này vào thị trường xe hơi bắt đầu từ những chiếc khung váy, sử dụng các thanh thép, từ đó dẫn đến khung ô, lưỡi cưa, đục, bánh xe tăm thép và xe đạp. Armand Peugeot giới thiệu loại xe đạp bánh cao "Le Grand Bi" vào năm 1882, cùng với một loạt các loại xe đạp khác. Công ty xe hơi Peugeot và công ty xe đạp Peugeot đã tách rời nhau vào năm 1926 nhưng các xe đạp mang nhãn hiệu Peugeot vẫn tiếp tục được sản xuất cho đến gần đây.
Armand Peugeot đã bắt đầu quan tâm đến ô tô từ rất sớm và sau khi gặp gỡ Gottlieb Daimler và những người khác, ông đã bị thuyết phục về tính khả thi để sản xuất ô tô. Chiếc ô tô Peugeot đầu tiên, một chiếc xe hơi chạy bằng hơi nước, ba bánh được Léon Serpollet thiết kế, được sản xuất vào năm 1889; và chỉ có bốn chiếc đã được sản xuất. Động cơ hơi nước nặng và cồng kềnh và yêu cầu thời gian khởi động xe khá lâu. Năm 1890, sau khi gặp Daimler và Émile Levassor, xe với động cơ hơi nước đã được thay bằng một chiếc xe bốn bánh với một động cơ đốt trong chạy xăng do Panhard sáng chế với giấy phép của Daimler. Chiếc xe này phức tạp và tinh vi hơn nhiều xe khác đương thời, với hệ thống treo ba điểm và truyền động hộp số dạng trượt. Một xe mẫu đã bán cho thanh niên Alberto Santos-Dumont, người đã xuất khẩu xe này tới Brasil.
Nhiều chiếc xe được sản xuất sau đó, với 29 chiếc được chế tạo vào năm 1892, 40 chiếc vào năm 1894, 72 chiếc năm 1895, 156 chiếc năm 1898 và 300 chiếc vào năm 1899. Những mô hình ban đầu này được đánh dấu kiểu dáng bằng số. Peugeot đã trở thành nhà sản xuất đầu tiên để sử dụng lốp cao su (rắn, chứ không phải là khí nén) cho một chiếc xe chạy bằng xăng.
Peugeot là một nhà tiên phong đầu tiên trong môn thể thao đua xe máy, với Albert Lemaître chiến thắng cuộc đua xe máy đầu tiên trên thế giới, Paris-Rouen, với một chiếc Peugeot công suất 3 hp. Năm xe Peugeot vượt qua vòng loại vào vòng thi đấu chính, và tất cả năm xe đều đến đích. Lemaître hoàn thành cuộc đua với 3 phút 30 giây sau Comte de Dion với động cơ chạy bằng hơi nước, vốn không đủ điều kiện tham gia cuộc thi chính thức. Ba xe Peugeot tham dự cuộc đua Paris–Bordeaux–Paris, kết thúc cuộc thi chỉ sau xe ô tô của Panhard (dù cho đã đạt tốc độ 20.8 km/h và nhận giải thưởng 31,500 franc. Điều này cũng đánh dấu sự ra mắt của lốp xe hơi Michelin trong các cuộc đua xe, cũng trên một xe Peugeot; các lốp xe này tỏ ra không đủ độ bền. Tuy nhiên, những chiếc xe này vẫn còn hình dáng giống xe ngựa kéo và được lái bằng một cần lái ở sau xe.
Năm 1896, động cơ Peugeot đầu tiên được chế tạo; chúng không còn dựa vào động cơ Daimler nữa. Được thiết kế bởi Rigoulot, động cơ đầu tiên này là một cặp động cơ song song theo chiều ngang với công suất 8 mã lực (6,0 kW) được lắp vào phía sau của xe Peugeot Type 15. Nó cũng được dùng như là cơ sở của một bản sao chép gần như chính xác của Rochet-Schneider. Những cải tiến tiếp theo sau đó: động cơ di chuyển về phía trước trên xe Type 48 và ngay dưới nắp ca-pô ở phía trước xe, thay vì ẩn bên dưới; tay lái tròn đã được lắp vào Type 36; và các xe Peogeot bắt đầu trông giống chiếc xe hiện đại hơn.
Cũng vào năm 1896, Armand Peugeot đã tách khỏi Les Fils de Peugeot Frères để thành lập công ty riêng của mình, Société Anonyme des Automobiles Peugeot, một nhà máy mới tại Audincourt đã tập trung hoàn toàn vào sản xuất ô tô. Năm 1899, doanh thu đạt 300 xe; tổng doanh số bán xe cho tất cả nước Pháp năm đó là 1.200 xe. Cùng năm đó, Lemaître vô địch giải đua Nice-Castellane-Nice trong một xe đua đặc biệt 5.850 cc với công suất 20 mã lực (14,9 kW).
Tại Salon Paris 1901, Peugeot ra mắt một xe dẫn trục nhỏ 652 cc 5 mã lực (3,7 kW) với một xi-lanh, được đặt tên là "Bébé" ("baby"), nâng cấp hình ảnh bảo thủ của nó, trở thành xe hàng đầu về phong cách. Sau khi xếp thứ 19 trong cuộc đua Paris-Vienna Rally năm 1902 với một xe đua 50,3 mã lực (37,3 kW) 11,322 cc, và với hai chiếc xe tương tự không về được tới đích, Peugeot đã bỏ cuộc.
Peugeot tham gia các cuộc đua xe máy vào năm 1903, và chúng đã được sản xuất dưới tên Peugeot kể từ đó. Vào năm 1903, Peugeot sản xuất một nửa số ô tô được chế tạo ở Pháp, và công ty đưa ra thị trường nhãn hiệu xe Bébé 5 mã lực (4 kW), 6,5 mã lực (4,8 kW) có bốn chỗ ngồi, và 8 mã lực (6,0 kW) và 12 mã lực (8,9 kW) tương tự như mẫu xe Mercedes thời kỳ đó.
Các salon 1907 trưng bày xe ô tô sáu xi-lanh đầu tiên của Peugeot, với Tony Huber tham gia xây dựng động cơ. Đến năm 1910, dòng sản phẩm của Peugeot bao gồm dòng xe một xi-lanh 1.149 cc và sáu dòng xe bốn xi-lanh, từ hai đến sáu lít. Ngoài ra, một nhà máy mới được mở cùng năm tại Sochaux, đã trở thành nhà máy chính vào năm 1928.
Một kỹ sư nổi tiếng khác, Ettore Bugatti, thiết kế chiếc xe Bébé mới có dung tích động cơ 850 cc năm 1912. Cùng năm đó, Peugeot trở lại đua xe với một đội ngũ ba kỹ sư kiêm lái xe (kiêm nhiệm điển hình của thời kỳ tiên phong, được minh chứng rõ ràng nhất với Enzo Ferrari): Jules Goux (tốt nghiệp Arts et Metiers, Paris), Paolo Zuccarelli (kỹ sư trước làm việc cho Hispano-Suiza), và Georges Boillot (gọi chung là Les Charlatans), với kỹ sư Thụy Sĩ 26 tuổi Ernest Henry để biến ý tưởng thành hiện thực. Công ty quyết định rằng đua xe voiturette (xe nhẹ) là không đủ, và quyết định thử đua grandes épreuves (grand touring). Các kỹ sư thực hiện điều này với một động cơ tour de force: một xe 4 xy-lanh (110x200 mm) 7.6 lít với cơ cấu phối khí hai trục cam trên đỉnh (DOHC) và 4 van trên mỗi xy-lanh. Động cơ này cho thấy nhanh hơn so với những chiếc xe cùng thời đó, và Boillot giành được giải European Prix năm 1912 với tốc độ trung bình 68,45 mph (110,2 km/h), mặc dù hỏng mất số ba và phải dừng để sửa mất 20 phút. Vào tháng 5 năm 1913, Goux đưa một chiếc xe với động cơ này đến Indianapolis, và chiến thắng ở tốc độ trung bình 75,92 dặm/giờ (122,2 km/h), lập kỷ lục tốc độ chạy thẳng 93,5 mph (150,5 km/h), làm cho Peugeot trở thành công ty ô tô không phải của Mỹ đầu tiên giành chiến thắng tại Indianapolis Motor Speedway. Năm 1914, xe L5 3 lít của Boillot thiết lập kỷ lục Indy lap mới là 99,5 mph (160,1 km/h), và về nhì tại cuộc đua Duray (người về nhất là cựu vô địch của Peugeot René Thomas) với xe Delage 6.235 cc. Một xe khác (do anh em của Boillot, André cầm lái) thi đấu trong giải đua năm 1915; các mẫu xe tương tự thắng giải đua này năm 1916 (Dario Resta) và 1919 (Howdy Wilcox).
Tại năm 1913 của Giải đua ô tô Công thức 1 Pháp, Peugeot đưa ra một chiếc L5 cải tiến (với động cơ 5.655 cc) được sản xuất với một trục khuỷu có bi tiên phong, trục cam điều khiển bằng bánh răng và dầu bôi trơn khô, tất cả đều nhanh chóng trở thành tiêu chuẩn mới của xe đua; Zuccarelli bị chết trong khi thử nghiệm xe trên tuyến đường công cộng, nhưng Boillot dễ dàng vô địch, khiến anh (và Peugeot) là người chiến thắng liên tiếp đầu tiên của cuộc đua. Đến với giải tại Pháp năm 1914, Peugeot đã bị Mercedes vượt qua, và mặc dù có đổi mới xe với hệ thống phanh bốn bánh (trong khi Mercedes chỉ phanh bánh sau), Georges đã không thể xử lý xe tốt và chiếc xe bị hỏng. (Thật đáng ngạc nhiên, một mô hình tương tự năm 1914 đã đạt tốc độ 103 mph (165,8 km/h) trong thực tế tại Indy năm 1949, nhưng nó không qua nổi vòng loại.) Peugeot may mắn hơn vào năm 1915, với chiến thắng tại Giải đua Công thức I tại Pháp và Vanderbilt Cup.

Trong giai đoạn Chiến tranh thế giới thứ nhất, Peugeot chuyển sang sản xuất vũ khí, trở thành một nhà sản xuất vũ khí và xe quân sự chính, từ xe bọc thép và xe đạp đến đạn pháo.